# Glückstadt
Glückstadt (på dansk Lykstad) er en by i det nordlige Tyskland, beliggende ved den nedre (nord-vestlige) del af floden Elben i Holsten.

## Historie

### Grundlæggelse og tidlige år
Glückstadt blev grundlagt i 1616 af Christian 4., konge af Danmark og Norge og hertug til Slesvig og Holsten. Hensigten var at etablere en konkurrent til byen Hamborg, og den skulle være en uindtagelig fæstnings- og havneby ved den nedre (nord-vestlige) del af Elben. I fundatsen af 22. marts 1617 fik byen lybsk og hamburgsk stadsret. Befæstningen fuldførtes i 1620. Kongen søgte at lokke indbyggere til ved dels at give handelsprivilegier, dels at gøre den til hovedsæde for den kongelige del af hertugdømmerne og Begge dels at love religionsfrihed og fulde borgerrettigheder. Begge forhold betød, at der kom sefardiske jøder, hollandske reformerte, remonstranter, mennonitter og katolikker til Glückstadt. Blandt de tidlige indvandrere var Alvaro Dinis, købmand og møntmester. Benjamin Musaphia, hans broder der var købmand, filosof, naturforsker, rabbiner og læge (en tid livlæge for Christian IV) og Daniel Mamias de Castro, købmand og læge.
I 1623 og nogle få år efter var Glückstadt møntprægningssted. Virksomheden var ophørt før 1630.
I 1623 blev byen givet stabelret på handelen på Island. I 1627-1639, da Hans Nansen residerede i byen som salgsleder for det islandske kompagni, var Glückstadt stabelstad for islandshandelen.
Byen blev gentagne gange belejret og angrebet under de talrige krige, som i 1600-tallet fandt sted, og som Danmark – takket være Christian 4. – deltog i. Under kejserkrigen modstod byen i 1627–28 en 15 uger lang belejring, som lededes af hertug Johann Tserclaes Tilly.
Byen led hårdt under krigen, og de virksomheder, som tilflyttede portugisere havde oprettet - saltsyderi og sukkerraffinaderi - blev ødelagt, og deres ejere forlod byen. For at råde bod på det gav Christian IV udvidede privilegier for at få portugisiske jøder, nederlandske mennonitter og remonstrater til at slå sig ned i byen. Takket være denne politik udviklede byen sig mellem 1630 og 1648 til en af de største byer i den danske konges rige. Imidlertid mødte de nye også modstand fra byens indbyggere, og der blev udstedt trusler imod dem. I 1623 boede der 29 sefardiske familier, men i 1690 var der kun 10 personer tilbage.
I 1628 indførte Christian 4. Elbtolden, som alle forbipasserende skibe (ikke mindst til og fra Hamborg) måtte betale. Elbtolden varede til 1645.
I 1630 lod kongen opføre slottet Glücksburg, hvor han opholdt sig under sine besøg. Her fejredes i 1643 hertug Frederiks (dengang fyrstebiskop af Bremen og Verden, senere Frederik 3. af Danmark) bryllup med Sophie Amalie af Braunschweig-Lüneburg. Slottet forfaldt og blev nedrevet i 1708.
I 1648 oprettede Frederik III et regeringskancelli, som fik sæde i Glückstadt. Statholderen og regeringskancelliet blev et mellemled til det Tyske kancelli i København. Da den gottorpske del af Slesvig 1675-79, 1684-89 og endeligt fra 1713 blev forenet med den kongelige del, blev regeringskancelliet delt i et slesvigsk kancelli, Justitskancelliet på Gottorp Slot, kaldet Overretten på Gottorp, og et holstensk kancelli, der forblev i Glückstadt, og som også fik navn af Overret.
I 1671 forsøgte borgerskabet i byen at indlede en Grønlandsfart, som fortsattes ind i 1700-tallet.
I 1751 og den 7. oktober 1756 led byen under stormfloder. Inder den sidste stod byens gader og markedsplads under vand, og gudstjenester måtte afholdes på rådhuset. Så blev diget ud mod Elben forhøjet og forstærket.

### Skibsbyggeri
Også skibsbyggeri skete i byen allerede i 1600-tallet. I 1700-tallet byggedes:
1766: 1 evert (3½ læster),
1777: 1 evert (8 læster),
1778: 2 everter (11½ læster),
1780: 1 evert (4 læster),
foruden flere skibe bygget mellem 1786 og 1815.
Byen havde i 1700-tallet mindst 3 skibsbygmestre: Johan Meinertz (fra 1730), Schröders og Thiedemanns værft (fra 1779) samt Claus Seeman (i hvert fald fra 1787). I 1799-1803 var der mindst 25 faste arbejdere på værfterne. Desuden var der omkring år 1800 4 rebslagerier
Under Frederik III gik byen tilbage. Medvirkende hertil var, at Elb-tolden var blevet ophævet. Som følge heraf forlod de nederlandske skippere byen. I 1733 forlod de sidste sefardiske jøder byen, deres synagoge og skole blev et halvt århundrede senere solgt til nedrivning.

### Regeringskancelliet
På grund af at regeringskancelliet lå i Glückstadt, blev byen hovedstad for den kongelige del af Holsten (modsat den gottorpske del). Holstein-Glückstadt (på dansk Holsten-Lykstad) benyttes i tysk historiografi som navnet på de danske kongers besiddelser i Holsten. Omkring år 1800 blev de oprindelige kongelige besiddelser, de indtil 1773 gottorpske besiddelser, Altona, Pinneberg, Glückstadt og Rantzau forenet til et samlet holstensk hertugdømme. Glückstadt var under dansk kontrol til 1864 og blev afstået sammen med resten af Holsten i 1864 efter krigen samme år.

### Napoleonskrigene
Tæt ved afslutningen af Napoleonskrigene måtte byen kapitulere  i 1814, og befæstningen blev ødelagt. Byen blev frihavn i 1830.

### I Helstaten
Indbyggertallet voksede i begyndelsen af 1800-tallet: 1803: 5.178 indbyggere, 1835: 5.988 indbyggere, 1840: 5.939 indbyggere, 1845: 5.884 indbyggere, 1855: 6.145 indbyggere, 1860: 5.752 indbyggere.
De hjemmehørende handelsskibes antal og læstedrægtighed fremgår af nedenstående tabel:
| År   | Antal | kmcl   |
| ---- | ----- | ------ |
| 1824 | 131   | 1.934  |
| 1832 | 119   | 1.340½ |
| 1833 | 125   | 1.358½ |
| 1834 | 119   | 1.372  |
| 1835 | 119   | 1.330  |
| 1836 | 107   | 966½   |
| 1837 | 112   | 981    |
| 1838 | 118   | 1.063  |
| 1839 | 127   | 1.110  |

I 1855 havde byen følgende fabrikker: 1 eddikefabrik, 1 brændevinsdestilleri, 1 lysefabrik, 1 cikoriefabrik, 1 sæbefabrik, 1 uldtøjsmanufaktur, 1 sukkerfabrik, 1 amidamfabrik. Af håndværkere havde byen blandt andet 36 skomagere, flere brændevinsbrændere, 23 bagere, 19 snedkere, 19 tømrere, 4 tømmerfolk, 15 slagtere, 10 bødkere, 3 glarmestre, 6 blikkenslagere, 6 smede, 4 barberere, 4 låsesmede, 5 murere, 2 guldsmede, 3 urmagere, 2 hattemagere,3 huemagere, 2 bundtmagere. Af handlende fandtes 12 tøjhandlere, 8 vinhandlere, 4 træhandlere, 5 pottevarehandlere, 2 kornhandlere, 2 jernvarehandlere, 2 læderhandlere, 1 linnedhandler. I byen var toldinspektører. -kontrollører og -assistenter, 1 postmester. Byen var garnisonsby og hjemsted for 47. linje-infanteri-bataljon (af byens 5.299 indbyggere var 392 tilknyttet militæret).
Af betydning for byens udvikling var, at der blev anlagt en chaussé fra Glückstadt til Krempe, og at jernbanen mellem Glückstadt og Elmshorn blev åbnet den 20. juli 1845.

### Efter 1864
Efter krigen i 1864 blev byen sammen med resten af Slesvig-Holsten en del af Preussen.

## Kultur og seværdigheder
Glückstadts første rådhus blev bygget i 1642/43 i hollandsk senrenæssance-stil. På grund af byggefejl måtte huset rives ned i 1872. Det blev nyopført i 1873/74 med en reproduktion af den oprindelige facade.
Byens protestantiske kirke blev opført i 1618-1623 i renæssance-stil. Foran indgangen ses et stormflodsmærke fra 1756. Til højre foran kirken står en kopi af en bronzebuste af kong Christian 4.. Originalen er på Rosenborg Slot i København.
Brockdorffpalæet blev opført i 1631/32 til guvernøren for byfæstningen. I dag har byens museum Detlefsenmuseet hjemme i palæet. Museets samling er skabt af Sönnich F. Detlefsen. Museet giver et omfattende billede af Glückstad og Elbmarskens beboeres liv.
Hvert år i sommeren er der Matjesuger med store festlighederne i byen.

## Transport
Fra Glückstadt er der færgeforbindelse over Elben til Wischhafen.